# تپه زیارت خواجه مراد
تپه زیارت خواجه مراد در شهرستان زابل، بخش شیب‌آب، دهستان محمدآباد، ۱۱۰ متری جنوب غرب روستای ده میر واقع شده و این اثر در تاریخ ۲۷ اسفند ۱۳۸۶ با شمارهٔ ثبت ۲۲۶۶۹ به‌عنوان یکی از آثار ملی ایران به ثبت رسیده است.